# Félix Billet
Pour les articles homonymes, voir Billet.
Félix Billet, né à Fismes (Marne) le 15 septembre 1808 et mort à Dijon le 28 janvier 1882, est un physicien français, connu pour ses travaux sur l'optique. Il a entre autres proposé un nouveau type de dispositif interférentiel, connu sous le nom de bilentille de Billet. Il s'est également intéressé à la formation des arcs-en-ciel avec l'observation de jusqu'à 19 arcs en 1868. Il rédigea un traité complet d'optique physique.
Reçu 3e à l'agrégation de sciences en 1833, Billet devient professeur au lycée de Nancy. En 1837, il est nommé professeur au lycée Thiers de Marseille, poste qu'il conserve jusqu'en 1845. En septembre 1845, il devient professeur au lycée de Rouen.
Professeur à la Faculté des sciences de Dijon depuis 1843, il en devint le doyen en 1873. Il fut correspondant de l'Académie des sciences et chevalier de la Légion d'honneur[Quand ?].

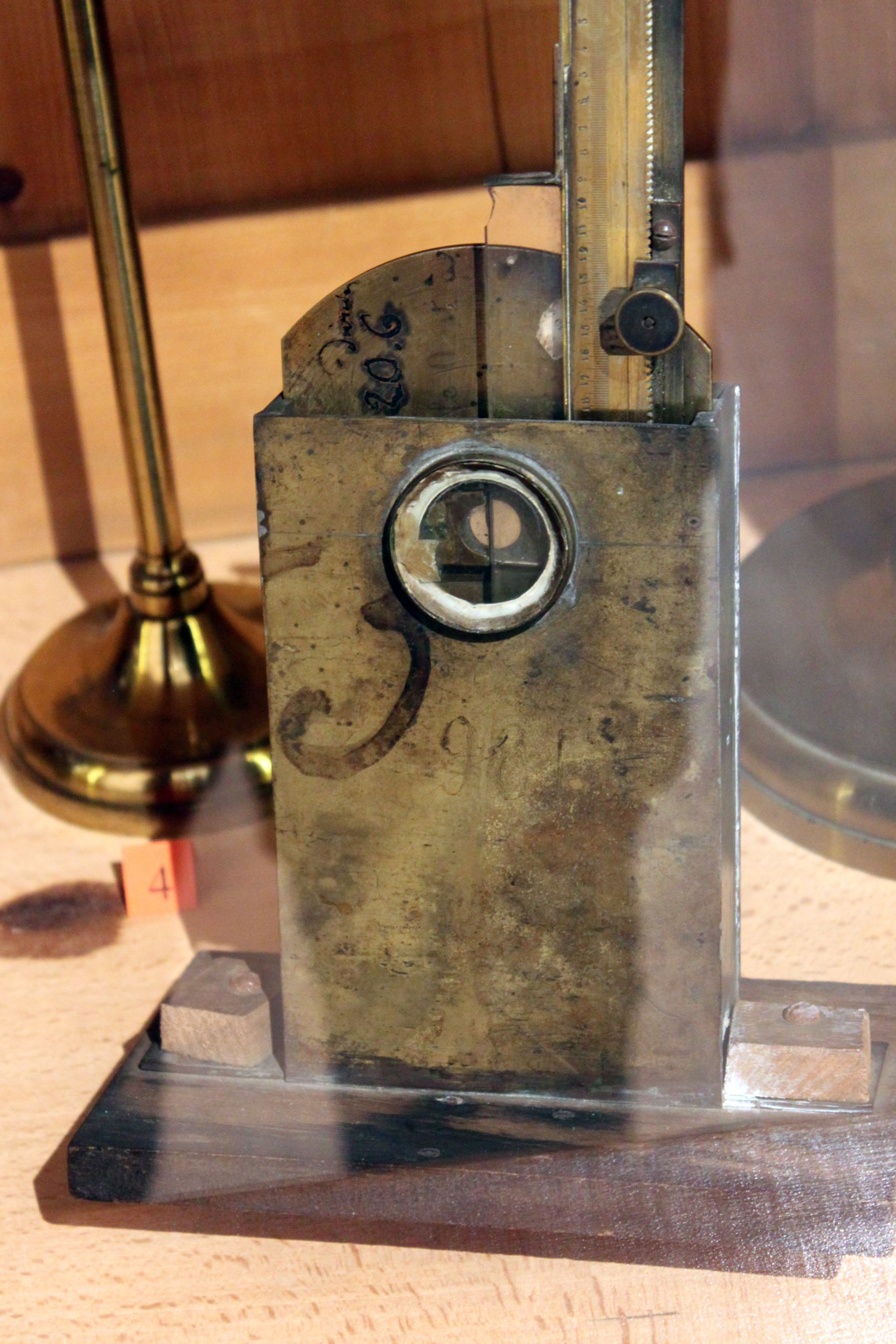
Exemple de dispositif optique imaginé par F. Billet

## Publications
- Sur un Principe d'optique géométrique et sur son application à plusieurs questions et à divers appareils, mémoires de l'Académie de Dijon, Imprimerie de Loireau-Feuchot, Dijon, 1854
- Mémoire sur les dix-neuf premiers arc-en-ciel de l’eau, Annales scientifiques de l’E.N.S, 1ère série, tome 5, pp. 67-109 (1868).
- Traité d'optique physique, Mallet-Bachelier, Paris, 2 volumes, 1858-1859 Texte en ligne 1 2